# Magyar Fórum
Magyar Fórum (slowakisch Maďarské fórum) ist eine seit 2019 bestehende politische Partei in der Slowakei. Das Hauptziel der Partei besteht darin, die parlamentarische Vertretung der Ungarn in der Slowakei sicherzustellen und die Interessen dieser als gleichberechtigte Bürger in der Slowakei zu vertreten.

## Geschichte
Die Partei wurde am 28. Februar 2019 von dem Politiker Zsolt Simon, einem ehemaligen Mitglied der Partei Most-Híd gegründet. Zsolt Simon war bis 2016 Mitglied der Partei Most-Híd, trat jedoch aus dieser aus, nachdem sie eine Koalition mit den Parteien Smer und SNS eingegangen war.
Magyar Fórum setzt sich dafür ein, dass die Regionen im südlichen Teil der Slowakei, in denen der größte Teil der ungarischen Minderheit lebt, einen gleichberechtigten Betrag an öffentlichen Investitionen und Ausgaben zur Entwicklung der Infrastruktur wie auch zur Förderung des ungarischen Kulturlebens erhalten. Im kulturellen Bereich fordert die Partei in diesen Regionen den uneingeschränkten Gebrauch der ungarischen Muttersprache in Wort und Schrift und ihre Gleichstellung mit der slowakischen Amtssprache. In sozialen Fragen sieht sich Magyar Fórum als eine gemäßigt konservative Partei.
Bei der Parlamentswahl 2020 kandidierte die Partei als Teil der gemeinschaftlichen ungarischen Koalition Magyar Közösségi  Összefogás (slowakisch Maďarská komunitná spolupatričnosť). Die gemeinsame Liste erhielt jedoch nur 3,9 Prozent der Wählerstimmen und konnte somit nicht ins Parlament einziehen.
Bei der Parlamentswahl 2023 kandidierte die Partei im Bündnis mir den Parteien Občianski demokrati Slovenska, Za regióny, Rómska koalícia und Demokratická strana. Sie erhielten zusammen 3486 Stimmen, was 0,11 Prozent der Wählerstimmen entsprach.